# Viktor Ullmann
Viktor Ullmann (1 de janeiro de 1898 — 18 de outubro de 1944) foi um compositor , filmador, maestro e pianista.
Viktor Ullmann nasceu em 1 de Janeiro de 1898, fazia parte do Império Austro-Húngaro hoje Cieszyn na República Checa. Faleceu no campo de concentração de Auschwitz-Birkenau. Os seus pais eram de famílias judias de ascendência judaica, mas que se haviam convertido ao catolicismo antes de seu nascimento.